# Cissura plumbea
Cissura plumbea är en fjärilsart som beskrevs av George Francis Hampson 1901. Cissura plumbea ingår i släktet Cissura och familjen björnspinnare. Inga underarter finns listade i Catalogue of Life.